# Gosen-wakashū

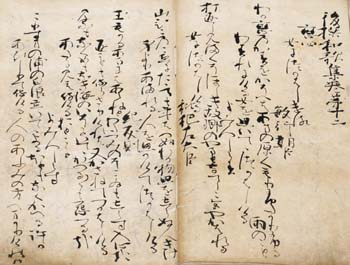
Ausschnitt aus dem Gosen-wakashū

Gosen-wakashū (jap. 後撰和歌集 auch: 後撰集 Gosen-shū, dt. etwa „Nachlese“) ist eine Waka-Anthologie aus der frühen Heian-Zeit Japans. Sie ist Bestandteil der Sammlung aus 21 Epochen und wurde von 62. Tennō, von Murakami (926–967), als zweite kaiserliche Anthologie in Auftrag gegeben und 951 fertiggestellt. Die Kompilatoren der Anthologie waren die fünf Mitglieder des Nashitsubo no gonin 梨壺の五人: Ōnakatomi no Yoshinobu (922–991), Kiyohara no Motosuke (908–990), Minamoto no Shitagō (911–983), Ki no Tokibumi und Sakanoue no Mochiki. Die Anthologie umfasst 20 Rollen mit insgesamt 1426 Waka.
Der Name Nachlese (Späte Sammlung) rührt von der Tatsache, dass die Gedichte in das Kokin-wakashū aufgenommen werden sollten, dann jedoch aufgrund qualitativer Mängel abgewiesen wurden.